# Eduardo Uslenghi
Eduardo Uslenghi (fl. XX secolo) è stato un calciatore argentino, di ruolo centrocampista.

## Caratteristiche tecniche
Giocava come centromediano.